# Смешанная сборная Литвы по кёрлингу
Смешанная сборная Литвы по кёрлингу — смешанная национальная сборная команда (составленная из двух мужчин и двух женщин), представляет Литву на международных соревнованиях по кёрлингу. Управляющей организацией выступает Ассоциация кёрлинга Литвы (лит. Lietuvos kerlingo asociacija, англ. Lithuanian Curling Association).

## Результаты выступлений

### Чемпионаты мира
| Год       | М              | И              | В              | П              | Состав (скипы выделены) | Состав (скипы выделены) | Состав (скипы выделены) | Состав (скипы выделены) | Состав (скипы выделены) |
| Год       | М              | И              | В              | П              | Четвёртый               | Третий                  | Второй                  | Первый                  | Тренер                  |
| --------- | -------------- | -------------- | -------------- | -------------- | ----------------------- | ----------------------- | ----------------------- | ----------------------- | ----------------------- |
| 2015      | 32             | 8              | 2              | 6              | Виргиния Паулаускайте   | Matas Cepulis           | Lina Januleviciute      | Augustas Cepla          |                         |
| 2016—2022 | не участвовали | не участвовали | не участвовали | не участвовали | не участвовали          | не участвовали          | не участвовали          | не участвовали          | не участвовали          |
| 2023      | 30             | 8              | 2              | 6              | Paulius Rymeikis        | Mintaute Jurkute        | Donatas Kiudys          | Мигле Кюдите            |                         |

### Чемпионаты Европы
| Год       | М              | И              | В              | П              | Состав (скипы выделены) | Состав (скипы выделены)  | Состав (скипы выделены) | Состав (скипы выделены) | Состав (скипы выделены) |
| Год       | М              | И              | В              | П              | Четвёртый               | Третий                   | Второй                  | Первый                  | Тренер                  |
| --------- | -------------- | -------------- | -------------- | -------------- | ----------------------- | ------------------------ | ----------------------- | ----------------------- | ----------------------- |
| 2005      | не участвовали | не участвовали | не участвовали | не участвовали | не участвовали          | не участвовали           | не участвовали          | не участвовали          | не участвовали          |
| 2006      | 23             | 5              | 0              | 5              | Andrius Jurkonis        | Viktorija Jagniatinskaja | Mindaugas Jusius        | Kristina Rutkauskaite   |                         |
| 2007      | 19             | 5              | 1              | 4              | Виргиния Паулаускайте   | Vygantas Zalieckas       | Evelina Alekseijenko    | Paulius Kamarauskas     | Piotras Gerasimovicius  |
| 2008      | не участвовали | не участвовали | не участвовали | не участвовали | не участвовали          | не участвовали           | не участвовали          | не участвовали          | не участвовали          |
| 2009      | 22             | 7              | 0              | 7              | Виргиния Паулаускайте   | Piotras Gerasimovicius   | Giedre Vilcinskaite     | Paulius Rymeikis        |                         |
| 2010—2014 | не участвовали | не участвовали | не участвовали | не участвовали | не участвовали          | не участвовали           | не участвовали          | не участвовали          | не участвовали          |

(источник:)